# Route 94
Rowan Jones ook wel bekend als Route 94 is een Brits muziekproducent en DJ uit Richmond, Londen. Zijn debuutsingle My love kwam in op nummer één in de Britse top 40.

## Discografie

### Singles
| Single met eventuele hitnotering(en) in de Nederlandse Top 40 | Datum van verschijnen | Datum van binnenkomst | Hoogste positie | Aantal weken | Opmerkingen                                  |
| ------------------------------------------------------------- | --------------------- | --------------------- | --------------- | ------------ | -------------------------------------------- |
| My love                                                       | 28-02-2014            | 29-03-2014            | 5               | 22           | met Jess Glynne / Nr. 9 in de Single Top 100 |

| Single met hitnotering(en) in de Vlaamse Ultratop 50 | Datum van verschijnen | Datum van binnenkomst | Hoogste positie | Aantal weken | Opmerkingen     |
| ---------------------------------------------------- | --------------------- | --------------------- | --------------- | ------------ | --------------- |
| My love                                              | 2014                  | 15-03-2014            | 16              | 3*           | met Jess Glynne |